# Monte Kanaga

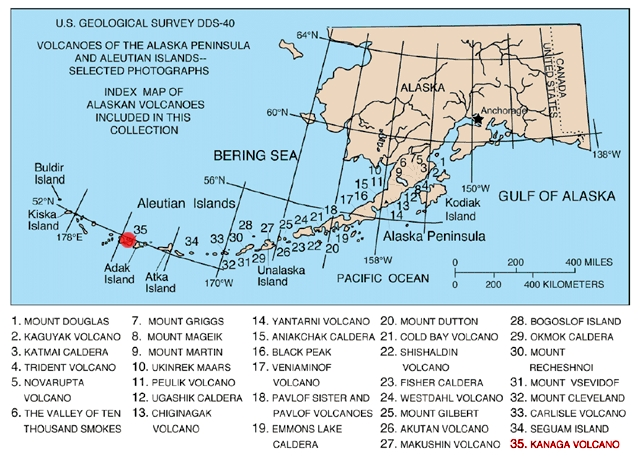
Mapa que muestra los volcanes de Alaska. La marca roja indica la ubicación del monte Kanaga.

El monte Kanaga es un estratovolcán ubicado en la punta norte de la isla Kanaga en las islas Aleutianas, Alaska. Este se sitúa dentro de una caldera, la cual forma la cadena arqueada sur y oriente de la isla. Un lago de cráter ocupa parte del piso sureste del piso de caldera. La cumbre del monte tiene un cráter con fumarolas.
Se ubica a aproximadamente 25 km al occidente de las instalaciones de la U.S. Navy y puerto sobre la isla Adak. El volcán entró en erupción de forma intermitente durante la mayor parte de 1994, llegando el polvo a la comunidad de Adak al menos en una ocasión.

## Galería

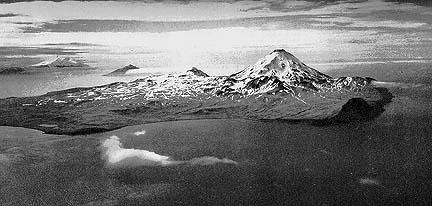
Fotografía aérea de la isla Kanaga de 1952.
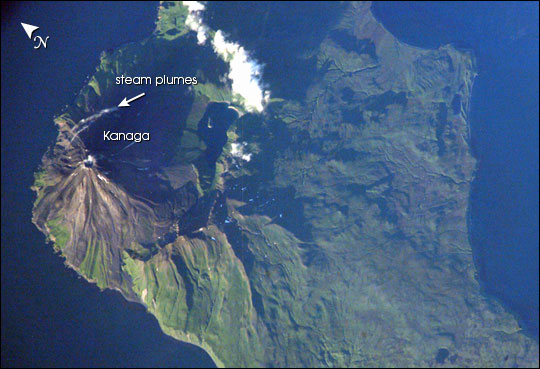
Isla Kanaga con el monte Kanaga visto desde el espacio
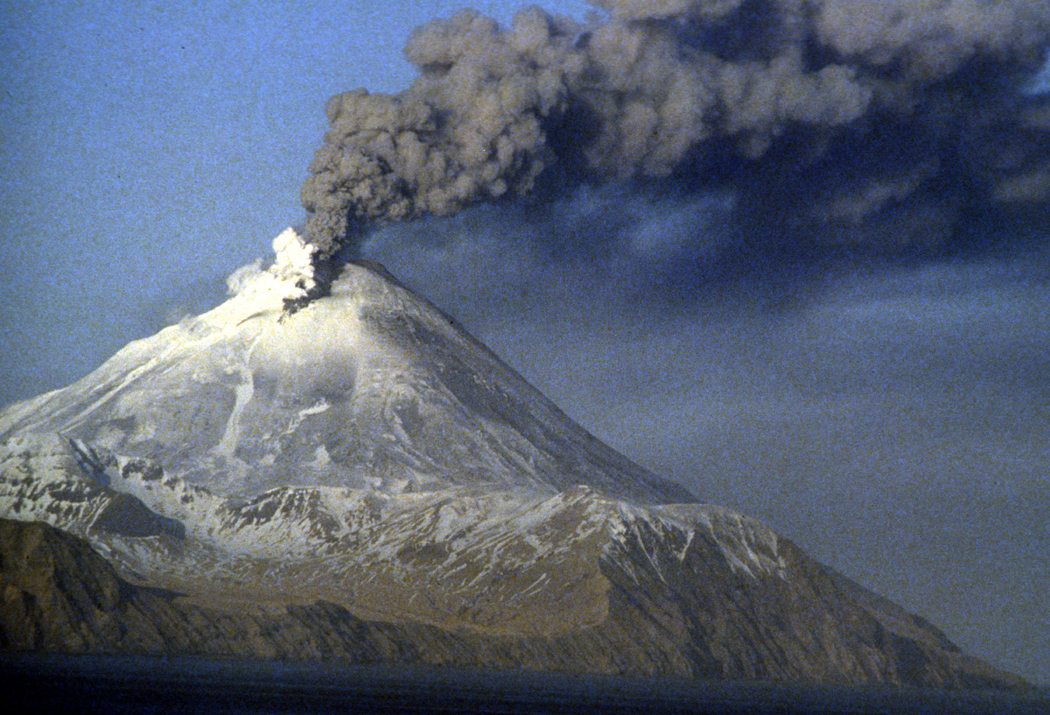
Volcán Kanaga, isla Kanaga Aleutianas